# 新田瞬
新田瞬（にった しゅん）は、高橋陽一の漫画「キャプテン翼」に登場する架空のサッカー選手。血液型はO型。

## 人物

### プロフィール
ポジションはFW。翼達より1学年年下。八重歯が特徴的。
翼が優勝した翌年に南葛SCを率いて、5年生の沢田タケシを擁する明和FCを決勝で下し全日本少年サッカー大会2連覇を成し遂げており、ずっと翼に対して対抗意識を持っていた。初登場時は「翼と同等の素質を持つ」などと言われ、日向や他の翼のライバル達に対しても不遜で挑戦的な態度をとっていた。
中学2年次で、50メートルを6秒フラットで走るという俊足が武器。得意技は天性のバネを活かした「隼シュート」。東邦選手達からは「大友カルテットが攻撃を抑え込んでいるのに新田のワントップが勿体ない。新田とコンビ組める選手がいたら南葛はすでに3点取られていた」と言うほど評価が高く、実際に上級生がパスを送れなかったと謝罪されたり、マッサージされるなど信頼される期待のストライカーだった。
日本代表の試合では日向と共にツートップを務めている。背番号は主に18番を使用。大友中・南葛高校の先輩である浦辺反次の事は常に強い者を打倒という心意気に惚れて『心のキャプテン』として尊敬している。

### 経歴
南葛SC（南葛市選抜チーム） - 静岡県大友市立大友中学校- 静岡県立南葛高校 - 柏レイソル - ボルシア・ドルトムント

#### 中学生編
南葛中との地区大会決勝中において、翼のマークに苦しむなかで、翼のノートラップシュートでの得点を目の辺りにし、自身の走力で一瞬であれば翼のマークを外せることから、自らもノートラップシュートに挑戦。試合中にもかかわらず3度の失敗だけという恐るべきスピードで「ノートラップランニングボレー隼シュート」を完成させるが、その後は味方からのパスを封じられ、得点することはできなかった。

#### ジュニアユース編
ケガの治療のため代表合宿への参加を見送った翼の穴埋めとして特別参加ヨーロッパ遠征にも帯同した。日向とツートップを組むことが多かったが全試合を通じてノーゴールに終わった。

#### ワールドユース編
賀茂監督の命令で合宿所を離脱させられた後南葛高校に戻り、難点である左足特訓の末、両方の足で隼シュートを打つ事を可能にして代表復帰を果たすが、本大会中では特にそれが生かされた場面は無かった。本大会ではイタリア戦で1ゴールを決めている。

#### ROAD TO 2002
柏レイソルに入団。若島津の空手道場に参加し、若堂流の蹴りを身に付けた。名古屋グランパスエイト戦で若島津自身に挑戦するもゴールは奪えず号泣。現在は若堂流空手初段の段位を有している。

#### GOLDEN-23
デンマーク相手に2ゴール、他の試合や、3点差で勝たねばならなかった対オーストラリア戦でもゴールを決めるなど、ストライカーとして成長著しい。

## 戦歴
- 小学6年生
  - 全日本少年サッカー大会優勝
- 中学2年生[7]
  - 全国中学校サッカー大会・静岡県大会準優勝
  - 国際ジュニアユース大会優勝
- 中学3年生 
  - 全国中学校サッカー大会優勝
- 高校1年生
  - 全国高校サッカー選手権大会準優勝
- 高校2年生
  - インターハイ優勝
  - 全国高校サッカー選手権大会準優勝
- 高校3年生
  - ワールドユース大会優勝
- 20歳-21歳
  - マドリッドオリンピック出場

## 得意技
隼シュート
新田が自身の天性のバネを使って放つ強烈なシュート。後に登場する他の必殺シュートと違い、特別な回転等はかかっていないが、相手キーパーが反応できないスピードを誇る。
新田自らがこの名称を使っており、作品内では初めて特別な名前が付いたシュートである。
ワールドユース編では賀茂の指摘により、左足でも放つことが可能になった。
ノートラップランニングボレー隼シュート
文字通りノートラップで隼シュートを放つ技。中学生編の対南葛中戦で翼のマークに苦しむ新田が、走力で一瞬ノーマークになれることから試合中に編み出した。テクモ版では字数の問題から名称が「隼ボレーシュート」になっている。
強引なドリブル
フェイントに頼らずに直線的なドリブルで相手を強引に抜き去る技。原作ではジュニアユース大会終了後の秋の新人戦にて一度だけ使用されている。テクモ版「IV」にも登場する。
若堂流竜巻蹴り
空中で体を回転させながらボレーシュートを放つ技。
若堂流隼蹴り
若堂流空手の究極奥義の1つで、若堂流空手5段の段位を持つ若島津さえも習得出来ていない技。この技によって放たれたシュートは、滝を突き破って跳ね返る程の威力を持つ。
隼タックル
俊足を生かした高速タックル。ライジングサンにて披露。

## テクモ版
「II」では南葛高校のエースストライカーとして活躍、全国制覇に貢献した。全日本では日向の影に隠れがちだったが、「IV」ではサンパウロに移籍し、頼れるエースストライカーとして翼たちをサポートした。当初、石崎と共に勝手なプレーと皮肉な言動や挑発的な所が目立ったマウリシオと張り合っていたが、翼達に対し先輩に慕うようになってから徐々に打ち解けた。
「V」ではロベルト本郷を育てたジョアン監督の指導を受けたことで驚異的な成長を遂げ、翼の抜けたサンパウロを優勝に導き、得点王にも輝いた。ワールドトーナメント前には「俺さえいれば日本はパーフェクトですね」と不遜な発言をしていた。全日本の強力な戦力になると期待されたが、「翼さんと俺と、どっちが上か試してみたいんですよ」という理由から伝説のチーム「カンピオーネ」に入団し翼たちの敵に回る。作中、一部の解説者に「翼を超えた」と言わしめるほどの成長を遂げ、最後の敵として全日本を苦しめたりと原作以上に活躍する。

### 経歴
南葛高「II」 - 南武大フースバル「IV」 - サンパウロFC「IV(ワールドクラブカップ編のみ)、V」 - カンピオーネ「V」

### テクモ版での技
ファルコンクロウ
「IV」に登場。隼シュートの強化版。
強引なドリブル
「IV」に登場。修得可能なシナリオは限定されている。
ファルコンダイブ
「V」に登場。ファルコンクロウの強化版。
芸術的なドリブル
「V」に登場。ジョアンに教わった超高速の芸術的なフェイントで相手を抜き去るドリブル技。ゲーム中表記は「げいじゅつてきドリブル」。
シャドウストライク
「V」に登場。新田がシュートを打つと見せかけて、背後からアルシオンが時間差でシュートを放つ技。
アルシオンがシュートを打つと見せかけて、新田がシュートを放つパターンも存在する。
ラ・オルケスタ
「V」に登場。チーム全員でのワンツー。カンピオーネ所属時にアルシオンからのみ発動が可能。

## その他のゲームに登場する技

### コナミ版
スピードスター
俊足を生かしたドリブル。

### バンダイ版
低空隼ドリブル
Nintendo Switch/PS4版「RISE OF NEW CHAMPIONS」に登場。体をかがめトップスピードを発揮し相手を抜き去っていくドリブル。
隼ドリブル
Nintendo Switch/PS4版「RISE OF NEW CHAMPIONS」に登場。自身のトップスピードと高いジャンプを生かして相手を突破するドリブル。

## 担当声優
- 三ツ矢雄二 - テレビアニメ第1作
- 中原茂 - OVA「新キャプテン翼」
- 金丸淳一 - 劇場版
- 結城比呂 - OVA「最強の敵！ オランダユース」
- 佐藤浩之 - テレビアニメ第2作
- 時田光 - テレビアニメ第3作
- 上村祐翔 - テレビアニメ第4作[9]